# Puerto Colombia (kommun i Guainía)
Puerto Colombia är en corregimientos departamentale i Colombia.   Den ligger i departementet Guainía, i den östra delen av landet, 700 km öster om huvudstaden Bogotá. Antalet invånare är 3 753.